# Egbert av Wessex
Egbert (även stavat Ecgberht), född omkring 769 eller 771, död 839, var kung av Wessex från 802 till 839. Hans far var Ealhmund av Kent. På 780-talet tvingades Egbert i exil av Offa av Mercia och Beorhtric av Wessex, men då Beorhtric avled år 802 kunde Egbert återvända och inta tronen.
Ytterst lite är känt om de första tjugo åren av Egberts regeringstid, men han tros ha kunnat hålla Wessex självständigt mot kungariket Mercia, som vid den tidpunkten dominerade de andra södra engelska rikena. År 825 besegrade Egbert Beornwulf av Mercia i slaget vid Ellendun, och fortsatte med att ta kontroll över de merciska besittningarna i sydöstra England. År 829 besegrade Egbert Wiglaf av Mercia och fördrev honom från riket och kunde därmed tillfälligt styra Mercia. Senare samma år underkastade sig den northumbriske kungen i Dore, nära Sheffield, honom. Anglosaxiska krönikan beskrev Egbert som bretwalda, eller "Britanniens härskare".
Egbert lyckades inte behålla denna position och inom ett år hade Wiglaf återfått Mercias tron. Wessex hade dock fortsatt kontroll över Kent, Sussex och Surrey; dessa områden gavs till Egberts son Æthelwulf att styra över som en sorts "underkung" under Egbert. De sydöstra rikena inlemmades i Wessexriket efter Æthelwulfs död år 858.

## Biografi

### Familj
Egbert föddes omkring 769 eller 771 som son till Ealhmund av Kent och en okänd kvinna. Han ska ha haft en halvsyster, Alburga, som senare skulle komma att erkännas som helgon för att ha grundat klostret Wilton Abbey. Hon gifte sig med en ealdorman av Wiltshire, men efter hans död blev hon nunna. Även om det saknas både datum och dokumentation, tros han ha gift sig med Redburga, som kan ha varit syster, svägerska eller niece till den frankiske kejsaren. Den teorin stärks av Egberts starka band med det frankiska hovet och att han tillbringade mycket tid där, men det finns ännu inga bevis för en sådan drottnings existens.
Han hade ett okänt antal barn. Æthelwulf, som efterträdde Egbert, och hade styrt över Kent, Essex, Surrey och Sussex som "underkung", var hans son. I vissa versioner av Anglosaxiska krönikan kallas Æthelstan Egberts son, men han var snarare hans sonson. Flera skribenter efter den normandiska invasionen omnämner Sankta Edith (Eadgyth) av Polesworth som dotter till Egbert, men det är tveksamt om det stämmer.

### Politiskt sammanhang och tidigt liv
Offa av Mercia, som regerade mellan 757 och 796, var den dominerande kraften i det anglosaxiska England under den andra hälften av 700-talet. Relationen mellan Offa och Cynewulf, som var kung av Wessex mellan 757 och 786, är inte väldokumenterad, men det verkar troligt att Cynewulf hade viss självständighet från mercisk överhöghet. Relationen mellan de olika kungarna kan ses i dokument där landområden förlänades till anhängare eller till kyrkomän, och som bevittnades av de kungar som hade makten att förläna land. I vissa texter förekommer en kung som subregulus eller underkung, vilket gör det tydligt att han hade en överordnad.  Cynewulf förekommer som "Kung över västsaxarna" på ett av Offas dokument år 772, och han besegrades i strid av Offa år 779 vid Bensington, men det finns inget annat som tyder på att Cynewulf inte var sin egen herre, och det är inte känt att han ska ha erkänt Offa som sin överordnade.  Offa hade inflytande i den sydöstra delen av landet: i ett dokument från 764 förekommer han tillsammans med Heahberht av Kent, vilket tyder på att Offas inflytande hjälpte till att placera Heahberht på tronen. Omfattningen av Offas kontroll över Kent mellan 765 och 776 är omdebatterad bland historiker, men från 776 fram till omkring 784 verkar det som om de kentiska kungarna hade betydande självständighet från Mercia.
En annan Egbert, Egbert av Kent, härskade i det riket under 770-talet. Han nämns sista gången år 779, i ett dokument där han förlänar land i Rochester. År 784 framträder en ny kung av Kent, Ealhmund, i Anglosaxiska krönikan. Enligt en not i marginalen var "denna kung Ealhmund Egberts far [d.v.s. Egbert of Wessex], Egbert var Æthelwulfs far". Detta stöds av det genealogiska förordet som omnämner Ealhmund som Egberts far utan detaljer. Förordet är troligen från det sena 800-talet, noten i marginalen är en kentisk version från omkring år 1100.
Ealhmund tycks inte ha stannat länge vid makten, det finns inga dokument som visar hans verksamhet efter år 784. Däremot finns det mycket dokument som rör Offas dominanta ställning i Kent i slutet på 780-talet, vilket tyder på att han hade som mål att annektera riket och han har beskrivits som  "motståndaren, inte överherren, till de kentiska kungarna.". Det är möjligt att den unge Egbert flydde till Wessex omkring år 785. Det är antydande att krönikan i en senare notering nämner att Beorhtric, Cynewulfs efterträdare, hjälpte Offa att sända Egbert i exil.
Cynewulf mördades år 786. Egbert kan ha utmanat Beorhtric av Wessex om tronen, men Offa ingrep på Beorhtrics sida. Anglosaxiska krönikan nämner att Egbert tillbringade tre år i Frankerriket, innan han blev kung, skickad i exil av både Beorhtric och Offa. I texten står  "iii" för tre, men detta kan ha varit ett skrivfel, att det egentligen skulle vara "xiii", alltså tretton år. Beorhtrics regeringstid varade i sexton år, inte tretton, och andra texter i krönikan anger "iii", men många moderna framställningar antar att Egbert faktiskt tillbringade tretton år i Frankerriket. Detta kräver ett antagande att det förekommer felaktigheter i alla texter i Anglosaxiska krönikan. Många historiker gör detta antagande, medan andra anser att det inte är troligt, med tanke på källornas följdriktighet. I vilket fall som helst så var Egbert troligtvis i exil år 789, då hans motståndare Beorhtric gifte sig med dottern till Offa av Mercia.
Under den tid Egbert var i exil styrdes Frankerriket av Karl den store, som upprätthöll frankiskt inflytande i Northumbria och stödde Offas fiender i söder. En annan person som var i exil i Gallien var prästen Odberht, som nästan säkert var samma person som  Eadberht, som senare blev kung av Kent. Enligt en senare historieskrivare, William av Malmesbury, lärde sig Egbert konsten att regera under sin tid i Gallien.

### Tidig regeringstid
Beorhtrics beroendeställning till Mercia fortsatte under Cenwulf, som blev kung av Mercia några få månader efter Offas död. Beorhtric avled år 802, och Egbert intog Wessex' tron, troligen med stöd från Karl den store och kanske även av påven.  Mercierna var fortfarande emot Egbert, och under hans kröningsdag attackerade hwiccerna (som ursprungligen hade utgjort ett eget rike, men som vid denna tid var en del av Mercia), under ledning av sin ealdorman, Æthelmund. Weohstan, en ealdorman från Wessex, mötte honom med män från Wiltshire. Enligt en 1400-talskälla hade Weohstan gift sig med Alburga, Egberts syster, och var därmed Egberts svåger, Hwiccerna besegrades, även om både Weohstan och Æthelmund dödades. Inget mer finns nedskrivet om Egberts relation med Mercia under mer än tjugo år efter detta slag. Det verkar som om Egbert inte hade någon makt utanför sina egna gränser, men å andra sidan finns inga bevis på att han någonsin ska ha underkastat sig Cenwulfs överhöghet. Cenwulf hade överhöghet över resten av södra England, men i hans dokument finns inte titeln "överherre i södra England" möjligen på grund av kungariket Wessex' självständighet.
År 815 anger Anglosaxiska krönikan att Egbert härjade hela det kvarvarande brittiska riket Dumnonias territorier. Författaren till Anglosaxiska krönikan kallar folket där för västwalesare och deras territorium motsvarade ungefär nuvarande Cornwall. Tio år senare indikerar ett dokument daterat 19 augusti 825 att Egbert krigade i Dumnonia igen. Detta kan ha samband med ett slag omnämnt i krönikan i Galford år 823, mellan Devon och Cornwall.

### Slaget vid Ellendun

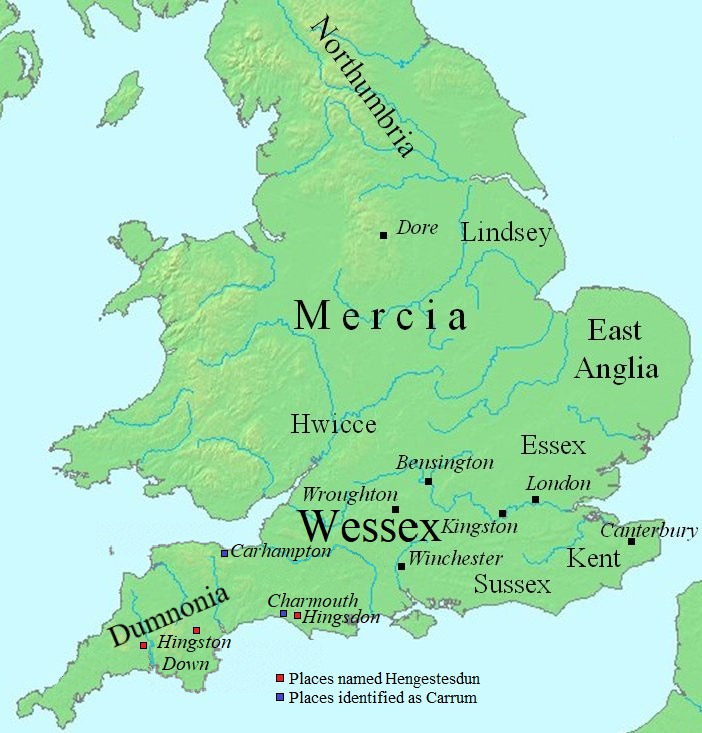
En karta över England under Egberts regeringstid.

Det var också år 825 som ett av de viktigaste slagen i anglosaxisk historia ägde rum, då Egbert besegrade Beornwulf av Mercia vid Ellendun—nu Wroughton, nära Swindon. Detta slag markerar slutet på det merciska herraväldet i södra England. Anglosaxiska krönikan nämner hur Egbert följde upp sin seger: "Sedan skickade han sin son Æthelwulf, från armén, Ealhstan, sin biskop och Wulfheard, sin ealdorman, till Kent med en stor trupp."  Æthelwulf drev ut Baldred, kungen av Kent, norr om Themsen och enligt Anglosaxiska krönikan underkastade sig männen i Kent, Essex, Surrey och Sussex Æthelwulf "eftersom de tidigare med orätt tvingades iväg från hans släktingar". Detta kan syfta på Offas handlingar i Kent under den tid Egberts far var kung. Om det stämmer kan krönikörens påstående också tyda på att Ealhmund hade kontakter på andra platser i sydöstra England.
Enligt krönikans version verkar det som att Baldred drevs ut kort efter slaget, men så var det troligtvis inte. Ett dokument från Kent anger datumet mars 826 som det tredje året av Beornwulfs regeringstid. Detta gör det troligt att Beornwulf fortfarande hade makten i Kent vid den tidpunkten, som Baldreds överherre, och därmed var Baldred fortfarande vid makten. I Essex drev Egbert bort kung Sigered, men när det skedde är okänt. Det kan ha dröjt till 829, eftersom en senare historieskrivare förknippar utdrivningen med ett fälttåg som Egbert genomförde det året mot mercierna.
Anglosaxiska krönikan nämner inte vem det var som attackerade vid Ellendun, men enligt en nutida teori var Beornwulf den som anföll. Enligt denna syn kan Beornwulf ha dragit fördel av Wessexfälttåget i Dumnonia sommaren 825. Beornwulfs skäl till detta kan ha varit hotet om oroligheter eller instabilitet i sydöst: de dynastiska banden med Kent gjorde Wessex till ett hot mot den merciska överhögheten.
Konsekvenserna av Ellendun gick bortom den omedelbara förlusten av mercisk makt i sydöst. Enligt Krönikan bad folket i East Anglia samma år, 825, om Egberts stöd gentemot mercierna, i själva verket kan det ha varit det följande året.  År 826 invaderade Beornwulf East Anglia, troligtvis för att återvinna sin överhöghet. Han dödades och det gjorde även hans efterträdare Ludeca, som invaderade East Anglia år 827, av samma skäl. Det kan vara så att mercierna hoppades att få stöd från Kent: det fanns skäl till att Wulfred, ärkebiskopen av Canterbury, kan ha varit missnöjd med det västsaxiska styret, eftersom Egbert hade avskaffat Wulfreds valuta och börjat slå egna mynt i Rochester och Canterbury, och det är känt att Egbert beslagtog egendom som hörde till Canterbury. Resultatet i East Anglia blev en katastrof för mercierna och befäste den västsaxiska makten i sydöst.

### Segern över Mercia

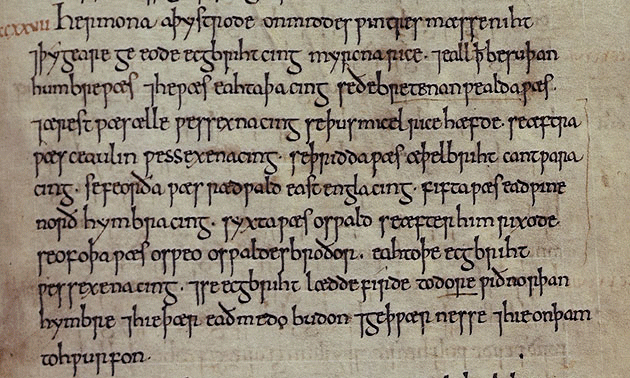
Notering för år 827 i [C]-manuskriptet av Anglosaxiska krönikan, som listar de åtta bretwaldas.

År 829 invaderade Egbert Mercia och drev Wiglaf, kungen av Mercia, i exil. Denna seger gav Egbert kontrollen över myntverket i London och han slog mynt som kungen av Mercia.  Det var efter denna seger som västsaxarna kom att beskriva honom som bretwalda, som betydde "brett härskande" eller "härskare över Britannien" i en berömd passage i Anglosaxiska krönikan. I den relevanta delen i C-manuskriptet i krönikan står:
| ” | 7 þy geare geeode Ecgbriht cing Myrcna rice 7 eall þæt be suþan Humbre wæs, 7 he wæs eahtaþa cing se ðe Bretenanwealda wæs. | „ |

I översättning till svenska från modern engelska:
| ” | Och samma år erövrade kung Egbert kungariket Mercia, och allt det som låg söder om Humber, och han var den åttonde kungen som var bretwalda. | „ |

De föregående åtta bretwaldas nämns även av krönikören, som nämner samma namn som Beda listar, som börjar med Ælle av Sussex och slutar med Oswiu av Northumbria. Denna lista anses ofta vara ofullständig, eftersom några betydelsefulla merciska kungar såsom Penda och Offa undantagits. Den exakta betydelsen av titeln har varit mycket omdebatterad, och den har beskrivits som "en term från hyllningsdikter" men det finns även bevis för att den innebar en bestämd militär ledarposition.
Senare år 829 underkastade, enligt Anglosaxiska krönikan, northumbrierna i Dore (numera en förort till Sheffield) sig Egbert. Den northumbriske kungen var troligtvis Eanred. Enligt en senare historieskrivare, Roger av Wendover, invaderade Egbert Northumbria och plundrade innan Eanred underkastade sig: "När Egbert hade erövrat alla de södra rikena ledde han en stor armé in i Northumbria och förstörde provinsen med kraftig plundring och fick kungen att ge tribut."  Roger av Wendover är känd för att inkorporerat northumbriska redogörelser i sin version, krönikan nämner inte alls dessa händelser. Eanreds underkastelser har dock ifrågasatts: en historiker har föreslagit att det är mer troligt att mötet i Dore innebar ett ömsesidigt erkännande av suveränitet.
År 830 ledde Egbert ett framgångsrikt fälttåg mot walesarna, nästan säkert med syftet att utöka det västsaxiska inflytandet in i de walesiska områdena som tidigare hade hört till Mercia. Detta innebär höjdpunkten för Egberts inflytande.

### Minskat inflytande efter år 829
År 830 återtog Mercia sin självständighet under Wiglaf—krönikan nämner bara att Wiglaf "återtog kungariket Mercia", men troligtvis var detta resultatet av ett merciskt uppror mot Wessex-makten.
Egberts herravälde över södra England fick ett slut i och med Wiglafs återtagande av makten. Wiglafs återkomst följs av tecken på hans självständighet från Wessex. Det finns dokument som visar att Wiglaf hade makten i Middlesex och Berkshire, och i ett dokument från år 836 använder Wiglaf frasen "mina biskopar, duces och magistrates" för att beskriva en grupp som inkluderade elva biskopar från biskopssätet i Canterbury, samt biskopar från biskopssäten i västsaxiska områden.  Det är anmärkningsvärt att Wiglaf kunde sammankalla en så betydelsefull grupp. Västsaxarna höll aldrig, även om de skulle kunnat, sådana möten.  Wiglaf kan även återtagit Essex inom Mercias inflytandesfär under åren efter att han återerövrat tronen.  I East Anglia slog kung Æthelstan mynt, möjligen så tidigt som år 827, men mer troligt kring år 830, efter att Egberts makt minskat i och med Wiglafs återtagande av makten i Mercia. Denna självständighetsdemonstration är inte förvånande, då det troligtvis var Æthelstan som låg bakom att både Beornwulf och Ludeca besegrades och dödades.
Både Wessexs plötsliga makttillträde i slutet av 820-talet, och misslyckandet att behålla denna maktposition, har undersökts av historiker för att finna bakomliggande orsaker. En möjlig förklaring till händelserna under dessa år var att Wessex' framgångar till viss del var beroende av karolingiskt stöd. Frankerna stödde Eardwulf när han återtog den northumbriska tronen år 808, så det är möjligt att de även stödde Egberts trontillträde år 802. Påsken 839, inte långt före Egberts död, kom han i kontakt med Ludvig den fromme, kung av frankerna, för att arrangera en säker färd till Rom. En fortsatt relation med frankerna tycks ha varit en del av politiken i södra England under den första delen av 800-talet.
Karolingiskt stöd kan ha varit en av faktorerna som hjälpte Egbert till militära framgångar i slutet av 820-talet. De rhenska och frankiska handelsvägarna bröt samman på 820- eller 830-talet och ett uppror mot Ludvig den fromme utbröt i februari 830, det första av en serie av interna konflikter som varade under 830-talet och längre. Detta kan ha hindrat Ludvig att stödja Egbert. Enligt detta synsätt kan tillbakadragandet av frankiskt inflytande lett till att East Anglia, Mercia och Wessex fått försöka finna maktbalans som inte var beroende av utomstående stöd.
Trots maktförlusten förändrade Egberts militära framgångar det politiska landskapet i det anglosaxiska England.  Wessex bibehöll kontroll över de sydöstra rikena, möjligen med undantag för Essex, och Mercia återfick inte kontroll över East Anglia.  Egberts segrar innebar slutet för självständiga riken som Kent och Sussex. Erövrade områden administrerades som ett underkungadöme under en tid, däribland Surrey och möjligen Essex.  Även om Æthelwulf var en underkung under Egbert, hade han ett eget kungligt hushåll, med vilket han reste runt i sitt rike. Dokument utfärdade i Kent beskrev Egbert och Æthelwulf som "västsaxarnas kungar och även för folket i Kent" Då Æthelwulf avled år 858 visar hans testamente, i vilket Wessex lämnas till en son och det sydöstra riket till en annan, att det var inte förrän efter 858 rikena var fullt enade.  Mercia förblev dock ett hot, Egberts son Æthelwulf, gav, som kung av Kent, egendomar till Christ Church, Canterbury, förmodligen för att bemöta det inflytande som mercierna möjligtvis fortfarande kan ha haft där.
I sydväst besegrades Egbert år 836 vid Carhampton av danskar, men år 838 vann han ett slag mot dem och deras allierade västwalesarna i Hingston Down, Cornwall. Den dumnoniaska kungliga ätten fortlevde, men det sista brittiska rikets självständighet kan anses ha upphört vid denna tid.  Det finns inte så många källor till den anglosaxiska expansionen in i Cornwall, men ortnamn kan avslöja något. Floden Ottery, som rinner från öst in i floden Tamar nära Launceston, tycks ha varit en gräns: söder om Ottery är namnen på platserna övervägande corniska, medan de i norr är mer influerade av de engelska nykomlingarna.

### Tronföljd

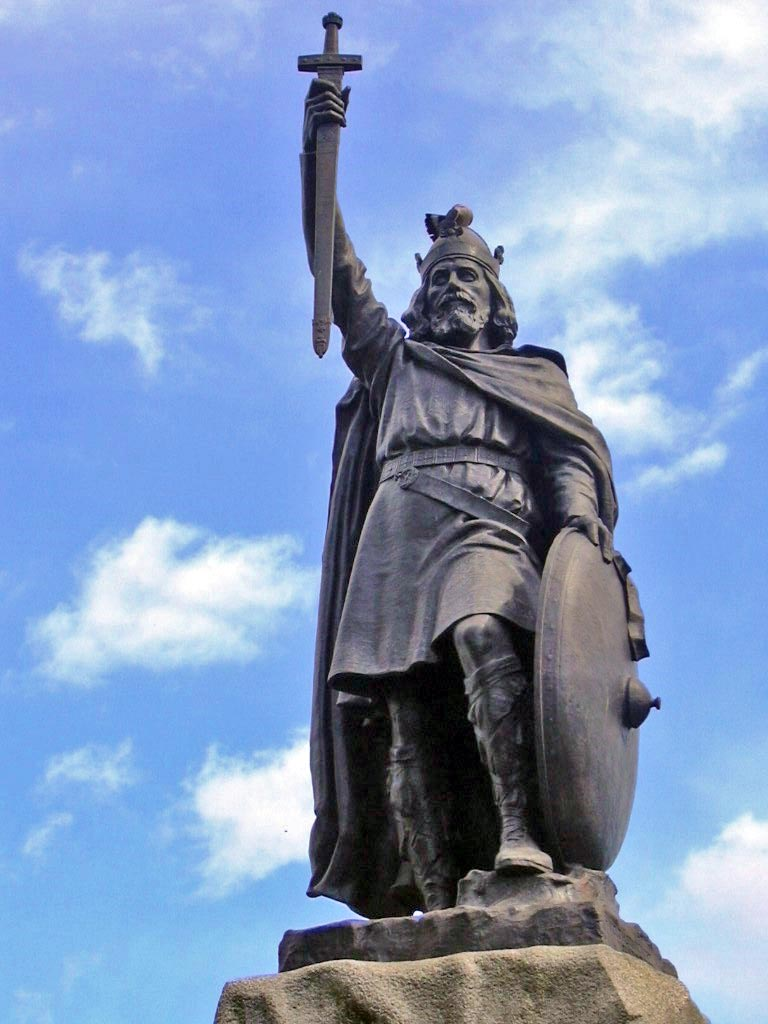
Alfred den store står staty i Winchester, där han, fadern Æthelwulf och farfadern Egbert av Essex ligger begravda.

På ett möte i Kingston-upon-Thames år 838 förlänade Egbert och Æthelwulf land till biskopssätena i Winchester och Canterbury i utbyte mot ett löfte om stöd för Æthelwulf som tronföljare.  Ärkebiskopen av Canterbury, Ceolnoth, accepterade även Egbert och Æthelwulf som herrar och beskyddare av klostren under Ceolnoths kontroll. Dessa överenskommelser, tillsammans med en senare stadga där Æthelwulf bekräftar kyrkans privilegier, tyder på att kyrkan hade erkänt Wessex som en ny politisk kraft att ha att göra med. Kyrkans män välsignade kungen vid kröningsceremonier och hjälpte till att skriva de testamenten som utsåg kungens efterträdare; deras stöd hade stor betydelse för att etablera västsaxisk kontroll och en smidig tronföljd för Egberts ätt. Både redogörelsen från mötet i Kingston och en annan stadga från samma år har samma ordalydelse, att ett villkor för förläningen är att "vi själva och våra arvtagare ska hädanefter alltid ha en stark och orubblig vänskap med ärkebiskop Ceolnoth och hans församling".
Även om inget är känt om andra tronpretendenter så är det troligt att det fanns andra ättlingar till Cerdic (som antas vara anfader till alla kungar av Wessex) som kan ha kämpat om makten över riket. Egbert dog år 839, och hans testamente, enligt den redogörelse av det som finns i hans sonson Alfred den stores testamente, efterlämnade bara land till sina manliga ättlingar för att egendomarna inte skulle förloras genom gifte. Egberts rikedom, förvärvad genom erövring, var utan tvivel en anledning till att han lyckades få stöd från kyrkan i de sydöstra delarna. Sparsamheten i hans testamente tyder på att han förstod betydelsen av personlig rikedom för en kung.  Rätten till kungadömet Wessex hade ofta orsakat strider mellan olika grenar av den kungliga ätten och det är en anmärkningsvärd bedrift av Egbert att han lyckades säkra en situation där sonen Æthelwulf kunde efterträda honom utan problem. Att Æthelwulf dessutom hade fått erfarenhet att regera i underkungariket som Egbert skapat genom sina erövringar i sydöst måste ha varit betydelsefullt för sonen då han ärvde tronen för hela kungariket.
Egbert begravdes i Winchester, liksom hans son Æthelwulf, hans sonson Alfred den store och hans sonsonsson Edward den äldre. Under 800-talet började Winchester visa tecken på urbanisering och det är troligt att valet av staden som begravningsplats var ett tecken på att den västsaxiska kungaätten skattade Winchester högt.